# 貝弗利 (伊利諾伊州)
貝弗利（英語：Beverly）是位於美國伊利諾伊州亞當斯縣的一個非建制地區。該地的面積和人口皆未知。

## 地理
貝弗利的座標為39°47′36″N 90°59′27″W / 39.79333°N 90.99083°W，而該地的平均海拔高度為250米（即830英尺）。